# Mamer
Mamer – miejscowość i gmina (gemeng, commune, Gemeinde) w południowo-zachodnim Luksemburgu, siedziba administracyjna kantonu Capellen. Do 3 października 2015 jako miasto leżało w dystrykcie Luksemburg. Leży nad rzeką Mamer, dopływem rzeki Alzette.

## Podział administracyjny
Do gminy należy dziewięć miejscowości, w tym trzy (Uertschaft) oraz sześć lieu-dit:
1. Capellen
2. Capellen-Gare, lieu-dit
3. Gaaschtmillen (Gaaschtmühle), lieu-dit
4. Holzem
5. Mamer
6. Neimaxmillen (Neumaxmühle), lieu-dit
7. Pfaffenbrouch (Pafebruch), lieu-dit
8. Thillsmillen, lieu-dit
9. Wëlzer Millen (Wiltzermühle), lieu-dit

## Współpraca
Miejscowość partnerska:
- Dangé-Saint-Romain, Francja

## Transport
W Mamer znajdują się stacje kolejowe Mamer oraz Mamer-Lycée.